# Poeder (make-up)

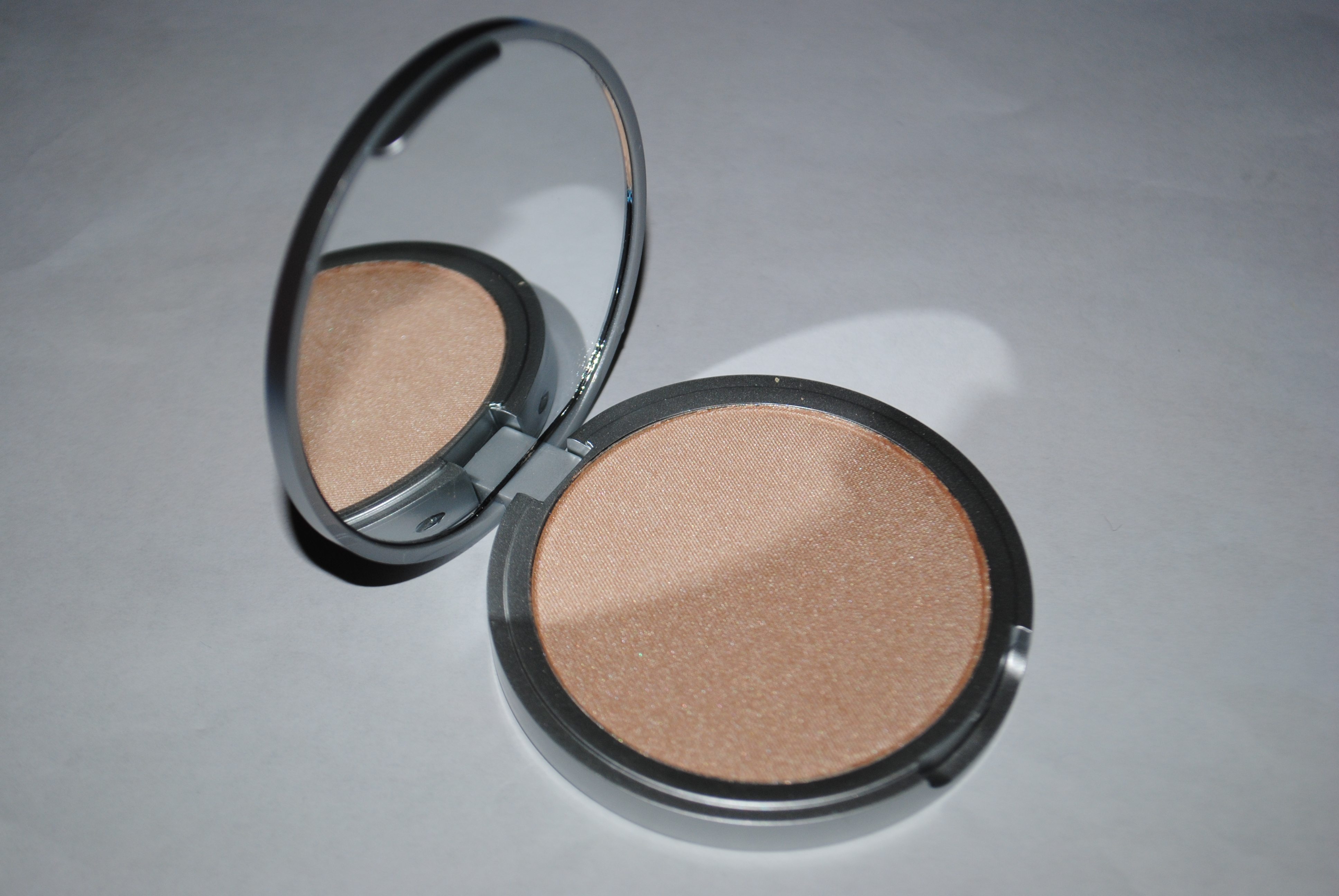
Poederdoosje

Poeder is een soort make-up. Poeder dient vooral om foundation te fixeren en de huid mat te maken. Het poeder zorgt er dus voor dat de make-up beter blijft zitten en dat de huid niet gaat glimmen. Men kan ook poeder aanbrengen op de hydraterende crème als men geen foundation wil gebruiken, maar dep de hydraterende dagcrème altijd goed droog om strepen door de poeder te voorkomen. Poeder kun je aanbrengen met een grote, zachte kwast, of een sponsje.